# Taça Caio Júnior de 2018
A Taça Caio Júnior de 2018 foi o segundo turno do Campeonato Paranaense de 2018. Nesta fase, as equipes se enfrentam dentro do grupo em turno único, com as duas melhores de cada grupo classificando-se às semifinais, que serão disputadas em jogo único. Os vencedores disputam a final, também em uma única partida, que define o campeão e segundo finalista do Campeonato Paranaense de 2018.

## Fase principal

### Grupo A
| Pos | Equipe        | PG | J | V | E | D | GP | GS | SG | %  | M       | Classificação                                      |
| --- | ------------- | -- | - | - | - | - | -- | -- | -- | -- | ------- | -------------------------------------------------- |
| 1   | Paraná        | 13 | 5 | 4 | 1 | 0 | 9  | 3  | +6 | 87 | Estável | Classificados para a semifinal da Taça Caio Júnior |
| 2   | Maringá       | 9  | 5 | 3 | 0 | 2 | 8  | 4  | +4 | 60 | Estável | Classificados para a semifinal da Taça Caio Júnior |
| 3   | Foz do Iguaçu | 9  | 5 | 3 | 0 | 2 | 9  | 6  | +3 | 60 | 1       |                                                    |
| 4   | Cianorte      | 7  | 5 | 2 | 1 | 2 | 7  | 7  | 0  | 47 | 1       |                                                    |
| 5   | FC Cascavel   | 3  | 5 | 1 | 0 | 4 | 4  | 10 | –6 | 20 | 1       |                                                    |
| 6   | Coritiba      | 3  | 5 | 1 | 0 | 4 | 3  | 10 | –7 | 20 | 1       |                                                    |

### Primeira rodada
| 4 de março | Cianorte                        | 2 – 2  | Paraná                                 | Estádio Albino Turbay, Cianorte                                           |
| 16:00      | André Luís 35' · Neto Costa 77' | Súmula | 17' Marcelo Báez · 83' Diego Gonçalves | Público: 1 065 Renda: R$ 20.430,00 Árbitro: PR José Mendonça da Silva Jr. |

| Cianorte | Paraná |

| 4 de março | Foz do Iguaçu                          | 2 – 0  | FC Cascavel | Estádio do ABC, Foz do Iguaçu                             |
| 16:00      | Raphael Alemão 16' · Luccas Brasil 69' | Súmula |             | Público: 654 Renda: R$ 14.540,00 Árbitro: PR Rafael Traci |

| Foz do Iguaçu | Cascavel |

| 4 de março | Coritiba | 0 – 3  | Maringá                                   | Estádio Couto Pereira, Curitiba                                |
| 17:00      |          | Súmula | 24', 55' Alex Fraga · 39' Thiago Cristian | Público: 4 246 Renda: R$ 93.840,00 Árbitro: PR Robson Babinski |

| Coritiba | Maringá |

### Segunda rodada
| 7 de março | Maringá                           | 2 – 0  | Foz do Iguaçu | Estádio Willie Davids, Maringá                                     |
| 20:00      | Bruno Batata 65' (pen), 80' (pen) | Súmula |               | Público: 2 963 Renda: R$ 55.168,00 Árbitro: PR Eduardo Elias Melek |

| Maringá | Foz do Iguaçu |

| 7 de março | FC Cascavel | 0 – 2  | Cianorte                   | Estádio Olímpico Regional, Cascavel                                  |
| 20:00      |             | Súmula | 2' Junior · 90+2' Carrillo | Público: 1 530 Renda: R$ 31.575,00 Árbitro: PR Fábio Marcos Zoccante |

| Cascavel | Cianorte |

| 7 de março | Paraná                                    | 2 – 0  | Coritiba | Estádio da Vila Capanema, Curitiba                                      |
| 21:45      | Thiago Santos 52' · Diego Gonçalves 90+3' | Súmula |          | Público: 3 757 Renda: R$ 107.300,00 Árbitro: PR Paulo Roberto Alves Jr. |

| Paraná | Coritiba |

### Terceira rodada
| 10 de março | Paraná                          | 2 – 1  | FC Cascavel | Estádio da Vila Capanema, Curitiba                                       |
| 20:00       | Diego Gonçalves 7' · Mansur 88' | Súmula | 75' Xaves   | Público: 3 354 Renda: R$ 76.140,00 Árbitro: PR Alessandro Rodrigues Mori |

| Paraná | Cascavel |

| 11 de março | Cianorte                              | 2 – 0  | Maringá | Estádio Albino Turbay, Cianorte                                           |
| 16:00       | Richarlyson 19' · Rafael Xavier 90+5' | Súmula |         | Público: 1 337 Renda: R$ 26.330,00 Árbitro: PR Selmo Pedro dos Anjos Neto |

| Cianorte | Maringá |

| 11 de março | Coritiba | 1 – 3  | Foz do Iguaçu                                               | Estádio Couto Pereira, Curitiba                                               |
| 17:00       | Yan 90'  | Súmula | 29' Matheus Olavo · 55' Raphael Alemão · 76' Marcelo Soares | Público: 3 469 Renda: R$ 75.830,00 Árbitro: PR Cristian Eduardo Gorski da Luz |

| Coritiba | Foz do Iguaçu |

### Quarta rodada
| 17 de março | Coritiba         | 1 – 0  | Cianorte | Estádio Couto Pereira, Curitiba                                  |
| 16:30       | João Gabriel 48' | Súmula |          | Público: 2 234 Renda: R$ 47.985,00 Árbitro: PR Adriano Milczvski |

| Coritiba | Cianorte |

| 18 de março | Foz do Iguaçu | 0 – 2  | Paraná                                   | Estádio do ABC, Foz do Iguaçu                                |
| 16:00       |               | Súmula | 46' Carlos Eduardo · 83' Diego Gonçalves | Público: 1 947 Renda: R$ 40.780,00 Árbitro: PR Fabio Filipus |

| Foz do Iguaçu | Paraná |

| 18 de março | Maringá                                      | 3 – 1  | FC Cascavel  | Estádio Willie Davids, Maringá                                       |
| 16:00       | Alex Fraga 2' · Washington 15' · Éverton 50' | Súmula | 42' Weverton | Público: 2 295 Renda: R$ 42.448,00 Árbitro: PR Felipe Gomes da Silva |

| Maringá | Cascavel |

### Quinta rodada
| 21 de março | Paraná             | 1 – 0  | Maringá | Estádio da Vila Capanema, Curitiba                                |
| 21:45       | Carlos Eduardo 70' | Súmula |         | Público: 2 998 Renda: R$ 65.335,00 Árbitro: PR Sandro Meira Ricci |

| Paraná | Maringá |

| 21 de março | FC Cascavel                  | 2 – 1  | Coritiba | Estádio Olímpico Regional, Cascavel                                 |
| 21:45       | Elivelton 66' · Wéverton 69' | Súmula | 23' Kady | Público: 892 Renda: R$ 16.160,00 Árbitro: PR Rodolpho Toski Marques |

| Cascavel | Coritiba |

| 21 de março | Cianorte  | 1 – 4  | Foz do Iguaçu                                                          | Estádio Albino Turbay, Cianorte                           |
| 21:45       | Xavier 8' | Súmula | 19' Luiz Beltrame · 58' Luccas Brasil · 82' Marcelo Soares · 83' Ítalo | Público: 814 Renda: R$ 11.680,00 Árbitro: PR Rafael Traci |

| Cianorte | Foz do Iguaçu |

### Grupo B
| Pos | Equipe              | PG | J | V | E | D | GP | GS | SG  | %  | M       | Classificação                                      |
| --- | ------------------- | -- | - | - | - | - | -- | -- | --- | -- | ------- | -------------------------------------------------- |
| 1   | Atlético Paranaense | 11 | 5 | 3 | 2 | 0 | 11 | 3  | +8  | 73 | Estável | Classificados para a semifinal da Taça Caio Júnior |
| 2   | Londrina            | 8  | 5 | 2 | 2 | 1 | 7  | 3  | +4  | 53 | 2       | Classificados para a semifinal da Taça Caio Júnior |
| 3   | Toledo              | 8  | 5 | 2 | 2 | 1 | 6  | 5  | +1  | 53 | 1       |                                                    |
| 4   | União               | 6  | 5 | 2 | 0 | 4 | 7  | 6  | +1  | 40 | 1       |                                                    |
| 5   | Prudentópolis       | 5  | 5 | 1 | 2 | 2 | 6  | 7  | –1  | 33 | 1       |                                                    |
| 6   | Rio Branco-PR       | 3  | 5 | 1 | 0 | 4 | 7  | 20 | –13 | 20 | 1       |                                                    |

### Primeira rodada
| 3 de março | Atlético Paranaense | 1 – 0  | União | Arena da Baixada, Curitiba                                       |
| 17:00      | João Pedro 37'      | Súmula |       | Público: 4 137 Renda: R$ 96.130,00 Árbitro: PR Adriano Milczvski |

| Atlético-PR | União |

| 4 de março | Londrina   | 1 – 1  | Prudentópolis       | Estádio do Café, Londrina                                              |
| 16:00      | Wesley 27' | Súmula | 80' Mateus Oliveira | Público: 814 Renda: R$ 16.911,00 Árbitro: PR Rodrigo Aparecido Pereira |

| Londrina | Prudentópolis |

| 4 de março | Rio Branco-PR                 | 2 – 4  | Toledo                                           | Estádio da Estradinha, Paranaguá                                      |
| 16:00      | Douglas 29' · Marco Túlio 63' | Súmula | 12', 13' Ferreira · 26' (pen) Filipi · 59' Jessé | Público: 832 Renda: R$ 22.420,00 Árbitro: PR Luiz Alexandre Fernandes |

| Rio Branco-PR | Toledo |

### Segunda rodada
| 7 de março | União                                                 | 4 – 0  | Rio Branco-PR | Estádio Anilado, Francisco Beltrão                                      |
| 20:00      | Schwenck 18' (pen) · Sato 71', 74' · Lucas Vieira 88' | Súmula |               | Público: 1 069 Renda: R$ 22.140,00 Árbitro: PR Everaldo Lambert Modesto |

| União | Rio Branco-PR |

| 7 de março | Prudentópolis | 1 – 2  | Atlético Paranaense | Estádio Newton Agibert, Prudentópolis                               |
| 20:00      | Lucas 46'     | Súmula | 3', 51' Éderson     | Público: 751 Renda: R$ 20.915,00 Árbitro: PR Rogério Menon da Silva |

| Prudentópolis | Atlético-PR |

| 7 de março | Toledo            | 1 – 0  | Londrina | Estádio 14 de Dezembro, Toledo                                         |
| 20:15      | Renan Dutra 90+1' | Súmula |          | Público: 1 488 Renda: R$ 31.730,00 Árbitro: PR Nilo Neves de Souza Jr. |

| Toledo | Londrina |

### Terceira rodada
| 10 de março | Atlético Paranaense                                                                                | 7 – 1  | Rio Branco-PR | Arena da Baixada, Curitiba                                                |
| 16:00       | João Pedro 11', 18' · Éderson 39' · Bruno Guimarães 67' · Léo Pereira 72' · Nicolas 78' · Alex 88' | Súmula | 40' Tcharlles | Público: 4 600 Renda: R$ 107.300,00 Árbitro: PR João Paulo Romano Queiroz |

| Atlético-PR | Rio Branco-PR |

| 11 de março | Londrina                                  | 2 – 0  | União | Estádio do Café, Londrina                                            |
| 16:00       | Carlos Henrique 45+4' · Thiago Primão 49' | Súmula |       | Público: 856 Renda: R$ 17.243,00 Árbitro: PR Edivaldo Elias da Silva |

| Londrina | União |

| 11 de março | Prudentópolis | 0 – 0  | Toledo | Estádio Newton Agibert, Prudentópolis                             |
| 16:00       |               | Súmula |        | Público: 247 Renda: R$ 6.075,00 Árbitro: PR Leonardo Sigari Zanon |

| Prudentópolis | Toledo |

### Quarta rodada
| 18 de março | Rio Branco-PR                     | 3 – 1  | Prudentópolis | Estádio da Estradinha, Paranaguá                         |
| 16:00       | Tcharlles 48' · Kauhan 60', 90+1' | Súmula | 57' Robinho   | Público: 424 Renda: R$ 9.620,00 Árbitro: PR Rafael Traci |

| Rio Branco-PR | Prudentópolis |

| 18 de março | União                       | 2 – 0  | Toledo | Estádio Anilado, Francisco Beltrão                                 |
| 16:00       | Lucas Vieira 52' (pen), 84' | Súmula |        | Público: 1 010 Renda: R$ 24.680,00 Árbitro: PR Lucas Paulo Torezin |

| União | Toledo |

| 18 de março | Atlético Paranaense | 0 – 0  | Londrina | Arena da Baixada, Curitiba                                             |
| 19:00       |                     | Súmula |          | Público: 6 169 Renda: R$ 146.090,00 Árbitro: PR Rodolpho Toski Marques |

| Atlético-PR | Londrina |

### Quinta rodada
| 21 de março | Prudentópolis                     | 3 – 1  | União         | Estádio Newton Agibert, Prudentópolis                              |
| 21:45       | João Paulo 24' · Gabriel 47', 72' | Súmula | 10' Wellisson | Público: 55 Renda: R$ 1.095,00 Árbitro: PR Edivaldo Elias da Silva |

| Prudentópolis | União |

| 21 de março | Toledo   | 1 – 1  | Atlético Paranaense | Estádio 14 de Dezembro, Toledo                                         |
| 21:45       | Rael 48' | Súmula | 80' Ederson         | Público: 1 812 Renda: R$ 38.425,00 Árbitro: PR Paulo Roberto Alves Jr. |

| Toledo | Atlético-PR |

| 21 de março | Londrina                                   | 4 – 1  | Rio Branco-PR     | Estádio do Café, Londrina                                               |
| 21:45       | Carlos Henrique 12' · Wesley 21', 27', 80' | Súmula | 18' Rodrigo Jesus | Público: 726 Renda: R$ 13.816,00 Árbitro: PR José Mendonça da Silva Jr. |

| Londrina | Rio Branco-PR |

### Desempenho por rodada
| 1       | 2   | 3   | 4   | 5   |     |
| Grupo A | MAR | MAR | CIA | PAR | PAR |
| Grupo B | TOL | TOL | CAP | CAP | CAP |

| 1       | 2   | 3   | 4   | 5   |     |
| Grupo A | CFC | CFC | CFC | CAS | CFC |
| Grupo B | RBR | RBR | RBR | PRU | RBR |

## Fase final
Em itálico, as equipes que jogarão em casa por ter melhor campanha e em negrito os times vencedores das partidas. Caso as partidas terminem empatadas, será feita a disputa por pênaltis.
|  | Semifinais          | Semifinais          |   |  | Final    | Final |  |
|  |                     |                     |   |  |          |       |  |
|  |                     |                     |   |  |          |       |  |
|  | Paraná              | 1(2)                |   |  |          |       |  |
|  | Londrina            | 1(4)                |   |  |          |       |  |
|  |                     |                     |   |  |          |       |  |
|  |                     |                     |   |  |          |       |  |
|  |                     |                     |   |  | Londrina | 0     |  |
|  |                     | Atlético Paranaense | 1 |  |          |       |  |
|  |                     |                     |   |  |          |       |  |
|  |                     |                     |   |  |          |       |  |
|  |                     |                     |   |  |          |       |  |
|  |                     |                     |   |  |          |       |  |
|  | Atlético Paranaense | 5                   |   |  |          |       |  |
|  | Maringá             | 0                   |   |  |          |       |  |

### Semifinais
| 25 de março | Paraná    | 1 – 1  | Londrina   | Estádio da Vila Capanema, Curitiba                                      |
| 16:00       | Vitor 81' | Súmula | 31' Wesley | Público: 4 335 Renda: R$ 128.890,00 Árbitro: PR Edinaldo Elias da Silva |

|                                      |       | Penalidades                                      |  |
| Alemão Matheus Pereira Zezinho Diego | 2 – 4 | Lucas Costa Diego Lorenzi Roberto Anderson Leite |  |

| Paraná | Londrina |

| 25 de março | Atlético Paranaense                                   | 5 – 0  | Maringá | Arena da Baixada, Curitiba                                        |
| 20:00       | Renan Lodi 38' · Marcinho 52', 69' · Ederson 70', 80' | Súmula |         | Público: 7 196 Renda: R$ 167.165,00 Árbitro: PR Adriano Milczvski |

| Atlético-PR | Maringá |

### Final
| 28 de março | Atlético Paranaense | 1 – 0  | Londrina | Arena da Baixada, Curitiba                                          |
| 20:00       | Zé Ivaldo 61'       | Súmula |          | Público: 12 302 Renda: R$ 320.225,00 Árbitro: PR Sandro Meira Ricci |

| Atlético-PR | Londrina |

## Premiação
| Segunda Taça                                  |
| Curitiba                                      |
| --------------------------------------------- |
| Clube Atlético Paranaense Campeão (1º título) |